# Dark Roots of Thrash
Dark Roots of Thrash è un album dal vivo del gruppo musicale thrash metal statunitense Testament, pubblicato nel 2013 dalla Nuclear Blast.

## Tracce

### Disco 1
1. Intro – 2:37
2. Rise Up – 4:18
3. More Than Meets the Eye – 4:25
4. Burnt Offerings – 6:36
5. Native Blood – 5:14
6. True American Hate – 6:22
7. Dark Roots of Earth – 5:41
8. Into the Pit – 3:25
9. Practice What You Preach – 5:23

### Disco 2
1. Riding the Snake – 4:27
2. Eyes of Wrath – 5:49
3. Trial by Fire – 4:40
4. The Haunting – 4:45
5. The New Order – 5:04
6. D.N.R. (Do Not Resuscitate) – 4:23
7. Three Days in Darkness – 7:13
8. The Formation of Damnation – 6:47
9. Over the Wall – 4:47
10. Disciples of the Watch – 7:29

## Dark Roots of Thrash (video)
Dark Roots of Thrash è uscito anche in un'edizione limitata comprendente, oltre alla performance audio, il video della data del 15 febbraio 2013, registrata al The Paramount di Huntington (New York).
Risalente al tour The Dark Roots Of Thrash, la sua pubblicazione era inizialmente prevista per l'11 ottobre del 2013.
Come anticipazione son stati pubblicati il video di Rise Up, il trailer e il video di Native Blood.

### Tracce
1. Intro – 2:37
2. Rise Up – 4:18
3. More Than Meets the Eye – 4:25
4. Burnt Offerings – 6:36
5. Native Blood – 5:14
6. True American Hate – 6:22
7. Dark Roots of Earth – 5:41
8. Into the Pit – 3:25
9. Practice What You Preach – 5:23
10. Riding the Snake – 4:27
11. Eyes of Wrath – 5:49
12. Trial by Fire – 4:40
13. The Haunting – 4:45
14. The New Order – 5:04
15. D.N.R. – 4:23
16. Three Days in Darkness – 7:13
17. The Formation of Damnation – 6:47
18. Over the Wall – 4:47
19. Disciples of the Watch – 7:29
20. Credits

### Extras
1. Bonus Footage
2. Native Blood (videoclip)

## Formazione
- Chuck Billy – voce
- Eric Peterson – chitarra, voce addizionale
- Alex Skolnick – chitarra
- Greg Christian – basso
- Gene Hoglan – batteria